# Wskaźnik bonitacji
Wskaźnik bonitacji (ang. Site Index – SI) – wskaźnik określający potencjalne zdolności produkcyjne siedliska dla danego gatunku. Wskaźnik bonitacji określany jest najczęściej na podstawie wieku i wysokości górnej drzewostanu z wykorzystaniem modeli bonitacyjnych opisujących zmianę z wiekiem wysokości drzewostanu. Wartości wskaźnika bonitacji wyraża się w metrach. Bonitacja dla drzewostanu w określonym wieku o danej wysokości górnej wyliczana jest jako hipotetyczna wysokość górna oszacowana z modelu bonitacyjnego dla wieku bazowego, który jest najczęściej równy 100 lat. Bonitacja 27,2 m oznacza, że dany drzewostan w wieku 100 lat będzie miał lub miał wysokość równą 27,2 m. Na rycinie graficznie zaprezentowano określanie bonitacji drzewostanu sosnowego w wieku 32 lat o wysokości 14 m. Wysokość prognozowana według modelu bonitacyjnego dla 100 lat wynosi 27,2 m, co oznacza, że wskaźnik bonitacji jest równy 27,2 m.

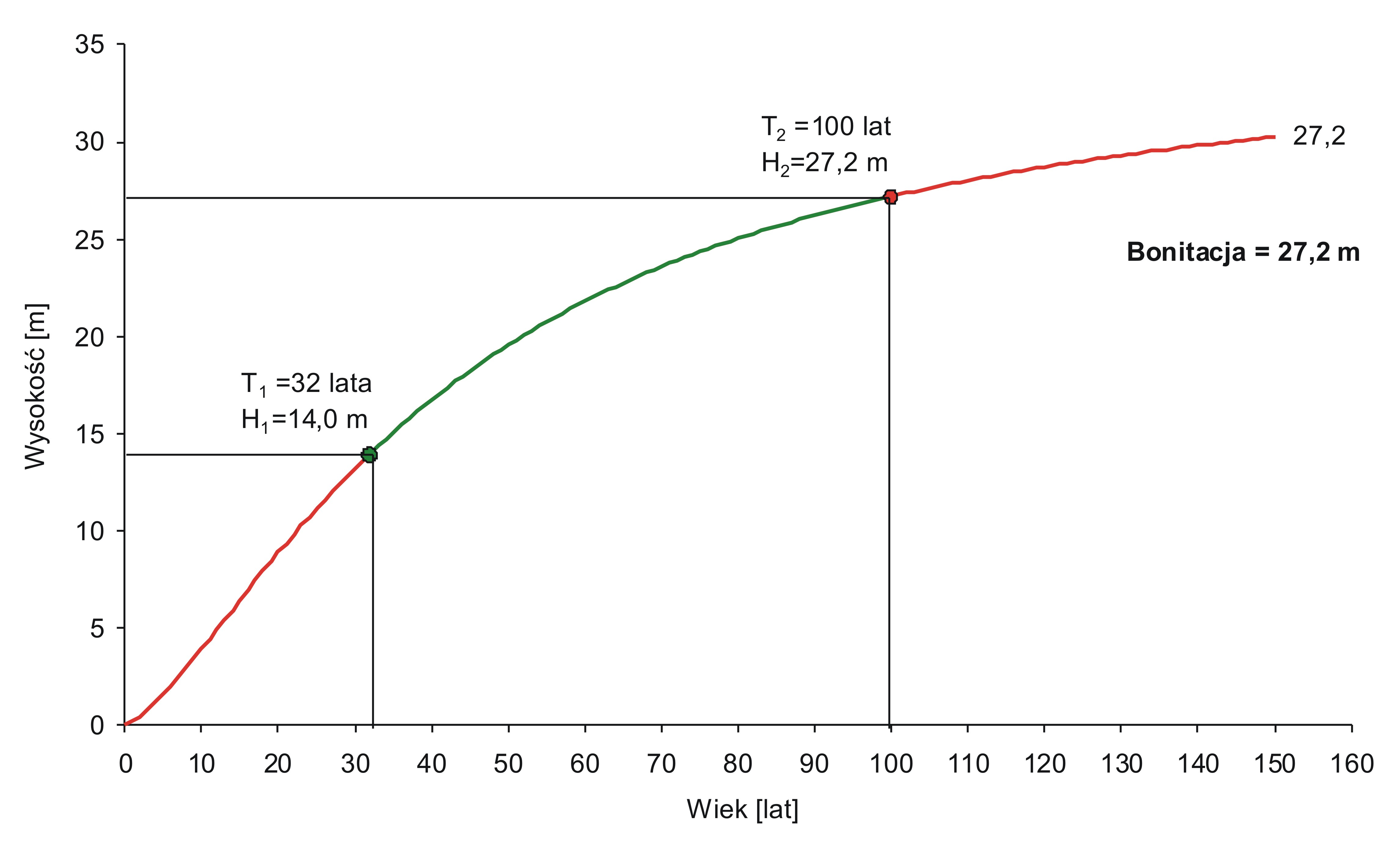
Przykład określania bonitacji dla 32-letniego drzewostanu sosnowego o wysokości górnej równej 14 m. Obliczony wskaźnik bonitacji jest równy 27,2 m [źródło: Socha 2012

]